# حسین معروفی
حسین معروفی (زاده ۱۳۴۴ شهربابک) سرتیپ سپاه پاسداران انقلاب اسلامی است، که هم‌اکنون به‌عنوان معاون هماهنگ‌کننده سازمان بسیج مستضعفین فعالیت می‌کند.
وی فعالیت نظامی را از سال ۱۳۶۱ در نیروی زمینی سپاه پاسداران آغاز کرد و در خلال جنگ ایران و عراق فرماندهی گردان ۴۱۷ از لشکر ۴۱ ثارالله را برعهده داشت. او در سال ۱۳۶۶ در تک سراسری عراق در منطقه شلمچه به اسارت نیروی زمینی عراق درآمد و تا سال ۱۳۶۹ در اسارت باقی ماند.
او از ۱۳۸۲ تا ۱۳۸۴ فرماندهی تیپ یکم سیدالشهداء لشکر ۴۱ ثارالله را برعهده داشت، از ۱۳۸۸ تا ۱۳۹۱ جانشین معاون فرهنگی نیروی زمینی سپاه بود و از ۱۳۹۱ تا ۱۳۹۴ به‌عنوان معاون فرهنگی نیروی زمینی سپاه پاسداران فعالیت می‌کرد.
معروفی در فاصله سالهای ۱۳۹۴ تا ۱۳۹۷ فرمانده سپاه سلمان سیستان و بلوچستان بود، از ۱۳۹۷ تا ۱۳۹۸ فرماندهی سپاه نینوا گلستان را برعهده داشت، از ۱۳۹۸ تا ۱۴۰۱ به‌عنوان فرمانده سپاه ثارالله کرمان فعالیت می‌کرد و از تیرماه ۱۴۰۱ تاکنون نیز معاون هماهنگ‌کننده سازمان بسیج است.
وی در مردادماه ۱۴۰۱ درجه سرتیپی دریافت کرد. معروفی در سال ۱۴۰۱ به‌علت سرکوب شهروندان ایرانی در خلال اعتراضات ۱۴۰۱ توسط وزارت خزانه‌داری آمریکا و اتحادیه اروپا تحریم شد.